# Knetzgau

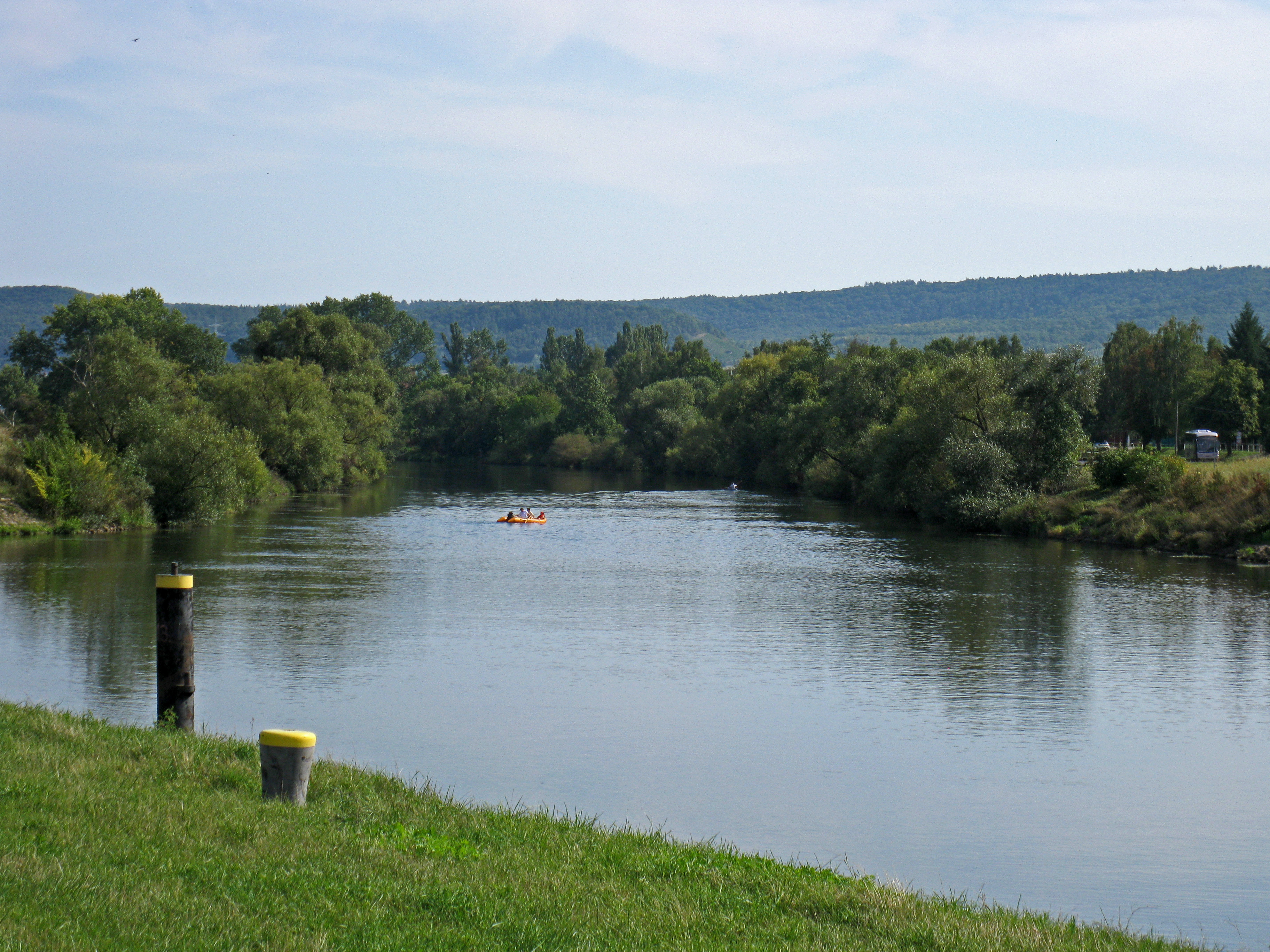
Der Main am Nordrand von Knetzgau (2012)

Knetzgau ist eine Gemeinde im Landkreis Haßberge im Osten des bayerischen Regierungsbezirks Unterfranken.

## Geographie

### Lage
Die Gemeinde liegt am nördlichen Rand des Naturparks Steigerwald auf einer Höhe von etwa 238 m ü. NHN. Sie liegt am Main, etwa fünf Kilometer südöstlich von Haßfurt am Rande der Haßberge. Innerhalb der Gemeinde liegen unter anderem folgende Berge: Hollacher Berg (409 m ü. NHN), Kleiner Knetzberg (447 m ü. NHN), Großer Knetzberg (488 m ü. NHN), Böhlberg (485 m ü. NHN) sowie der Gangolfsberg (469 m ü. NHN). Durch die Gemeinde fließt mit dem Stöckigsbach, der auch Böhlbach genannt wird, ein Zufluss des Mains durch die Gemeinde.

### Nachbargemeinden
Die Nachbargemeinden sind (von Norden beginnend im Uhrzeigersinn): Haßfurt, Zeil am Main, Sand am Main, Oberaurach, Donnersdorf und Wonfurt.

### Gliederung
Es gibt neun Gemeindeteile (in Klammern ist der Siedlungstyp angegeben):
- Eschenau (Kirchdorf)
- Hainert (Kirchdorf)
- Knetzgau (Pfarrdorf)
- Neuhaus (Einöde)
- Oberschwappach (Kirchdorf)
- Unterschwappach (Kirchdorf)
- Westheim (Pfarrdorf)
- Wohnau (Kirchdorf)
- Zell a.Ebersberg (Pfarrdorf)

### Naturschutz
Die Wälder im südlichen Teil der Gemeinde liegen innerhalb der Schutzzonen des FFH-Gebiets Buchenwälder und Wiesentäler des Nordsteigerwalds sowie des Vogelschutzgebiets Oberer Steigerwald. Außerdem liegt mit dem Naturwald Knetzberg-Böhlgrund ein großes und bedeutendes Waldschutzgebiet in Knetzgau. Ebenfalls im Gemeindegebiet liegen die beiden geschützten Landschaftsbestandteile Kalkgrube und Eichelberg bei Westheim.

## Geschichte
Die erste schriftliche Erwähnung erfolgte um das Jahr 780 in der Ilbicschen Schenkungsurkunde, worin der Ort unter dem Namen Knetzcegewe genannt wird. Die Burg Knetzgau, eine abgegangene mittelalterliche Wasserburg, die sich nordöstlich der Dorfmitte befand (heute: Schloßweg 12) wurde im Bauernkrieg, zerstört, später als Wasserschloss wieder aufgebaut, das jedoch in der Mitte des 18. Jahrhunderts bereits verfallen war.
Knetzgau war Teil des Amtes Zeil des Hochstiftes Bamberg, das ab 1500 zum Fränkischen Reichskreis gehörte, und fiel im Reichsdeputationshauptschluss 1803 an Bayern. Im Zuge von Grenzbereinigungen kam es 1810 mit dem Amt Zeil zum Großherzogtum Würzburg und mit diesem 1814 endgültig zu Bayern.
Knetzgau war im 18. und 19. Jahrhundert das Zentrum des Baus der Schelche.
Am 1. Juli 1972 schlossen sich die Gemeinden Oberschwappach und Unterschwappach im Rahmen der Gebietsreform in Bayern mit Knetzgau zusammen. Am 1. Januar 1973 wurde die Gemeinde Wohnau eingegliedert. Am 1. Juli 1974 kamen Eschenau, Westheim bei Haßfurt und Zell am Ebersberg hinzu. Größere Gebietsteile der aufgelösten Gemeinde Hainert folgten am 1. Januar 1976.

## Einwohnerentwicklung
Im Zeitraum 1988 bis 2018 stieg die Einwohnerzahl von 5585 auf 6518 um 933 Einwohner bzw. um 16,7 %. Im Jahre 2004 hatte die Gemeinde 6612 Einwohner. (Quelle: BayLfStat)

## Politik

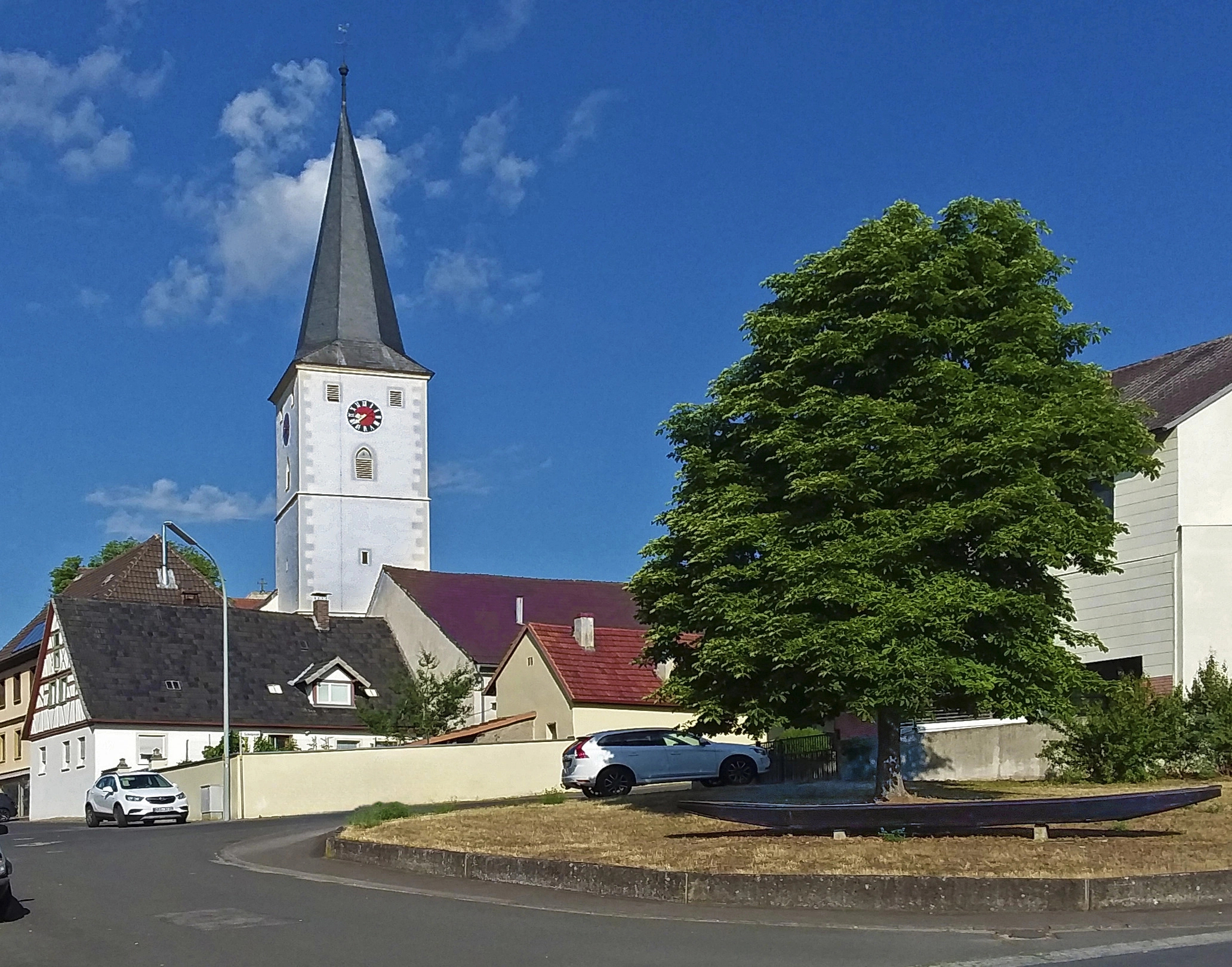
Das Zentrum von Knetzgau mit dem Nachbau eines Schelchs (ehemaliges Fischerboot)

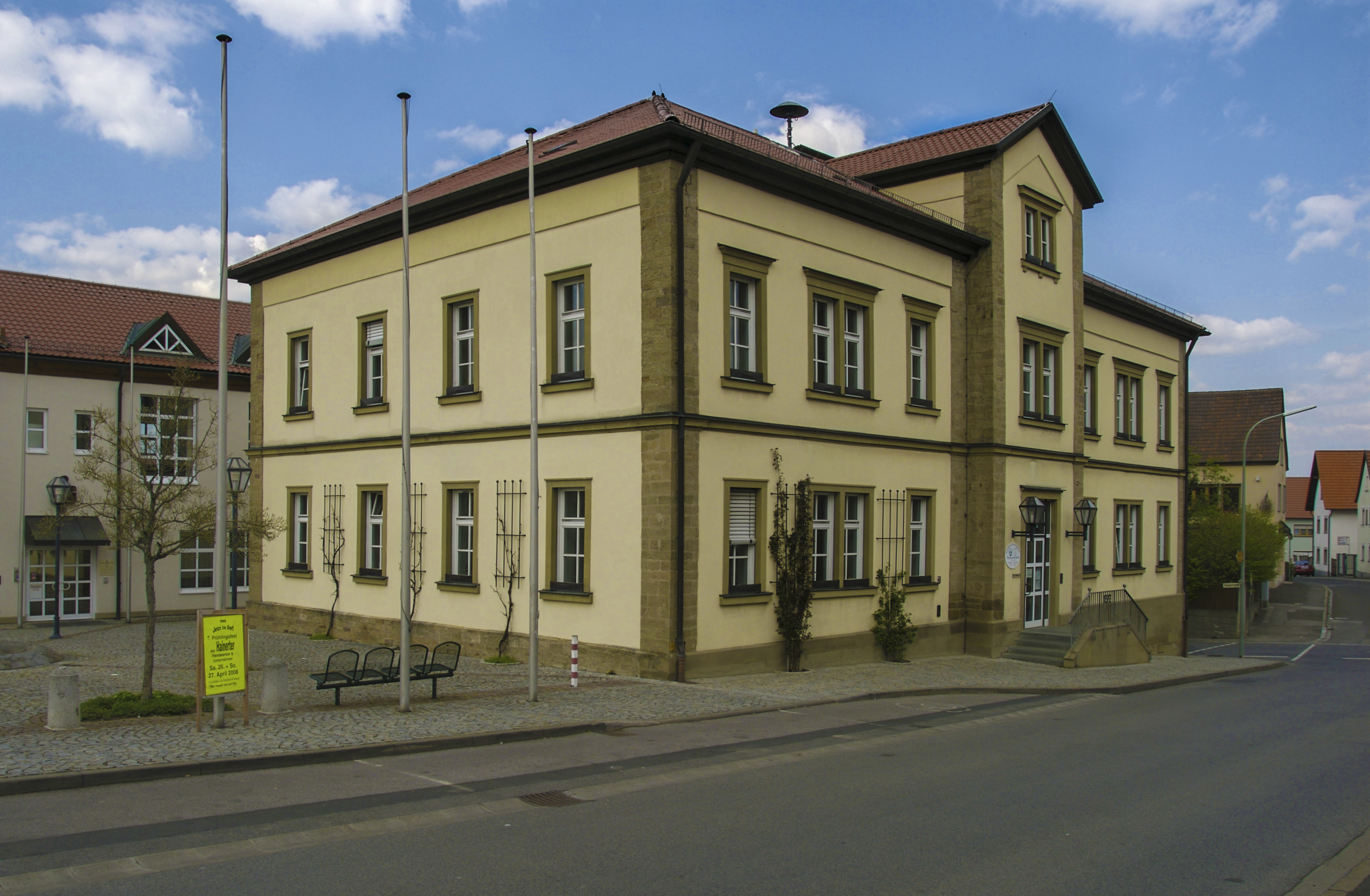
Rathaus der Gemeinde Knetzgau

### Gemeinderat
Bei den Kommunalwahlen der vergangenen Jahre ergab sich jeweils folgende Sitzverteilung:
| Partei / Liste                 | Sitze 1996 | Sitze 2002 | Sitze 2008 | Sitze 2014 | Sitze 2020 |
| ------------------------------ | ---------- | ---------- | ---------- | ---------- | ---------- |
| CSU                            | 7          | 8          | 6          | 6          | 6          |
| SPD                            | 3          | 3          | 3          | 3          | 2          |
| Christliche Wählergemeinschaft | 5          | 4          | 5          | 5          | 4          |
| Junge Liste                    | 2          | 2          | 2          | 2          | 2          |
| WG InteressierteR              | 1          | 1          | –          | –          | -          |
| Mündige Bürger                 | 1          | 2          | 2          | –          | -          |
| FDP                            | –          | –          | 2          | 3          | 3          |
| Grüne/Ökologische Liste        | –          | –          | –          | 1          | 3          |
| Gesamt                         | 20         | 20         | 20         | 20         | 20         |

### Bürgermeister
- 1972–1990 Franz Hofmann (CSU)
- 1990–2008 Werner Schneider (CSU)
- seit 2008 Stefan Paulus (SPD/CWG)

### Wappen
| Wappen von Knetzgau | Blasonierung: „Unter rotem Schildhaupt, darin ein silberner Schelch (= hölzerner Lastkahn), in Silber über einem grünen Dreiberg nebeneinander ein grünes Buchenblatt und eine grüne Weintraube.“ |
| Wappen von Knetzgau | Wappenbegründung: Der Dreiberg und das Buchenblatt stellen die geografische Lage der Gemeinde am Main und an den Ausläufern des Steigerwaldes dar. Typisch für die einstigen Mainschiffe ist der so genannte Schelch, ein Kahn aus Holz für den Lastentransport. Knetzgau war im 18. und 19. Jahrhundert bekannt für die Herstellung derartiger Kähne. Viele Bewohner lebten vom Schiffbau oder als Schiffer und Flößer. Alle Mainschiffer zwischen Lichtenfels und Würzburg benutzten solche Schelche. Mitte des 19. Jahrhunderts verlor dieses Gewerbe an Bedeutung. Die Weintraube weist auf den seit langem betriebenen Weinbau im Gemeindegebiet hin. Dieses Wappen wird seit 1974 geführt. |

### Gemeindeteile mit Einwohnerzahlen
| Gemeindeteil      | Einwohner 2008* | Einwohner 2006* | Einwohner 2019* |
| ----------------- | --------------- | --------------- | --------------- |
| Knetzgau          | 3520            | 3568            | 3793            |
| Eschenau          | 180             | 193             | 202             |
| Hainert           | 338             | 337             | 406             |
| Oberschwappach    | 542             | 543             | 552             |
| Unterschwappach   | 163             | 172             | 155             |
| Westheim          | 869             | 885             | 885             |
| Wohnau            | 99              | 98              | 100             |
| Zell am Ebersberg | 765             | 786             | 797             |
| Gesamt            | 6476            | 6582            | 6890            |

* jeweils 31. Dezember
Einwohner der Gemeinde Knetzgau am 1. Juli 2015: 6770.
Einwohner der Gemeinde Knetzgau am 31. Dezember 2019: 6890.

### Gemeindepartnerschaft
Seit 1990 pflegt Knetzgau eine Partnerschaft mit der Gemeinde Gleichamberg im Landkreis Hildburghausen, Thüringen.

## Bildung, Kultur und Soziales
Knetzgau verfügt über folgende Einrichtungen:
- fünf Kindertageseinrichtungen
- Dreiberg-Schule – Grundschule[9]
- Dreiberg-Schule – Mittelschule[10]
- Volkshochschule und Gemeindebücherei
- Kirchengemeinden in Eschenau und Westheim für evangelisch-lutherische Gläubige und in Knetzgau für Katholiken
- eine Einrichtung für ältere Menschen mit 82 Plätzen und 72 Bewohnern (Stand 2020)[11] sowie
- für Freizeit und Sport eine Mehrzweckhalle und ein Hallenbad.
- sieben Freiwillige Feuerwehren (Knetzgau, Zell am Ebersberg, Hainert, Westheim, Oberschwappach, Unterschwappach und Wohnau) sowie eine Löschgruppe in Eschenau (zugehörig zur Feuerwehr Westheim)
- BRK Bereitschaft Knetzgau (u. a. Sanitätsdienst, Blutspende, SEG Transport, SEG Behandlung)

## Bau- und Bodendenkmäler
- Schloss Oberschwappach
- Steigerwaldrand
- Mainschleuse Knetzgau
- Pfarrkirche St. Bartholomäus, Knetzgau
- Siechkapelle
- Böhlgrund Zell am Ebersberg
- Schloßberg Zell am Ebersberg, Weinlage mit Mauerresten einer Burg

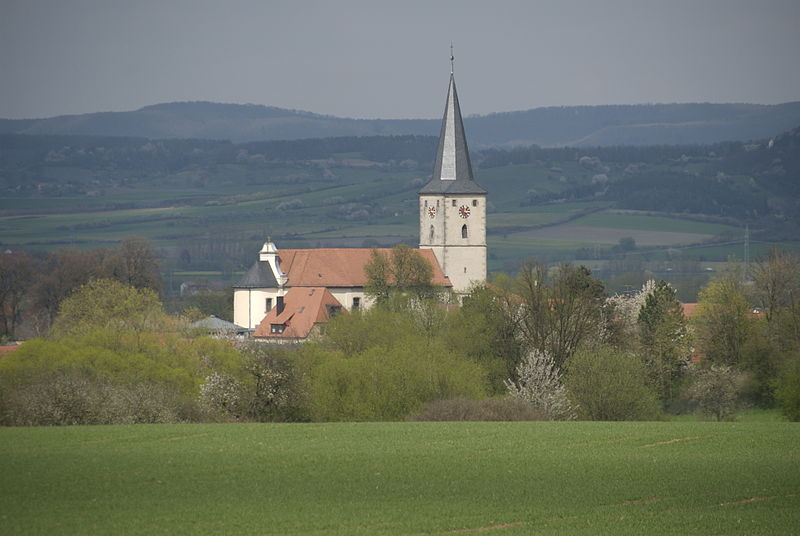
Knetzgau, Pfarrkirche St. Bartholomäus
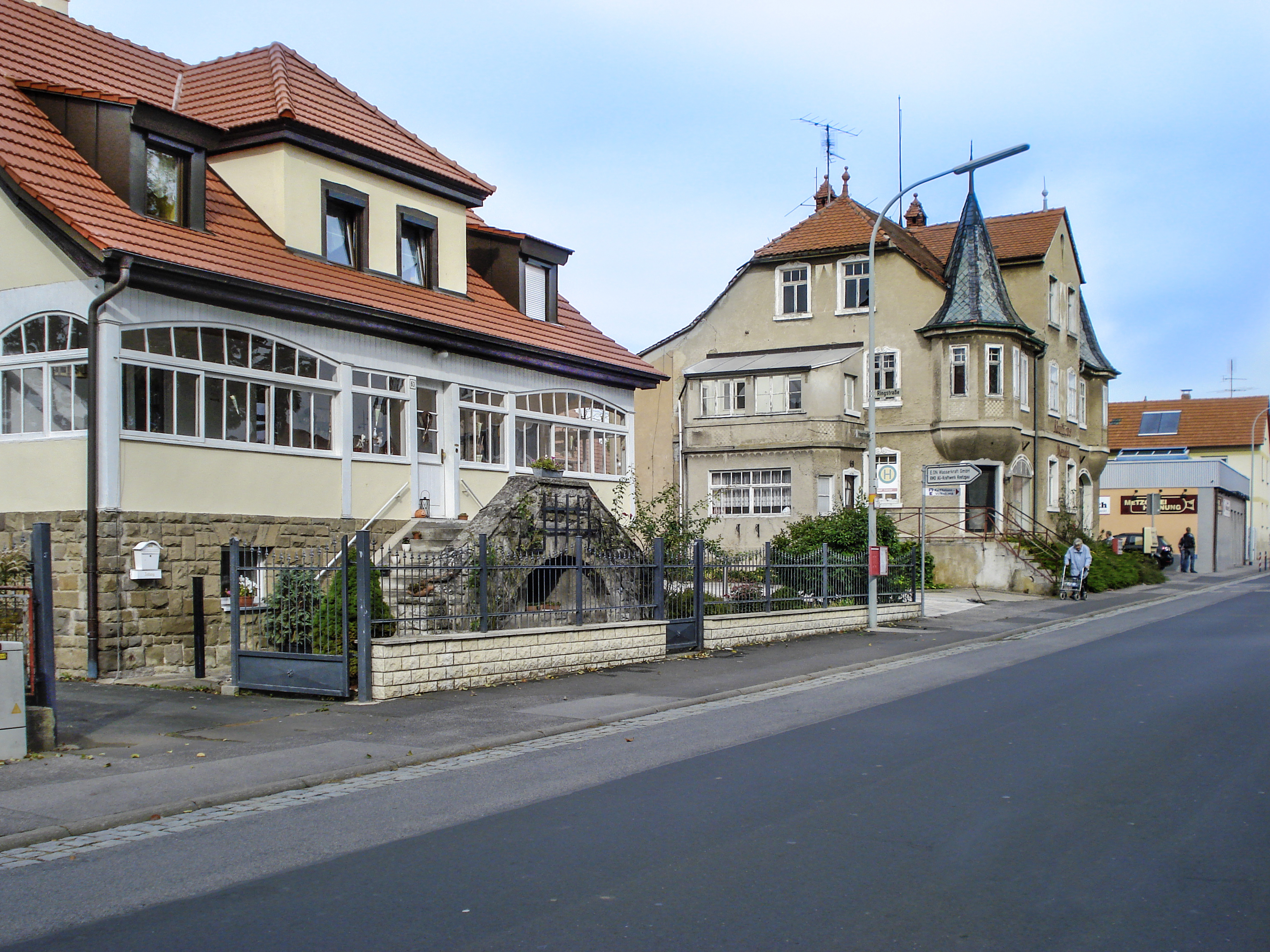
Die Hauptstraße in Knetzgau
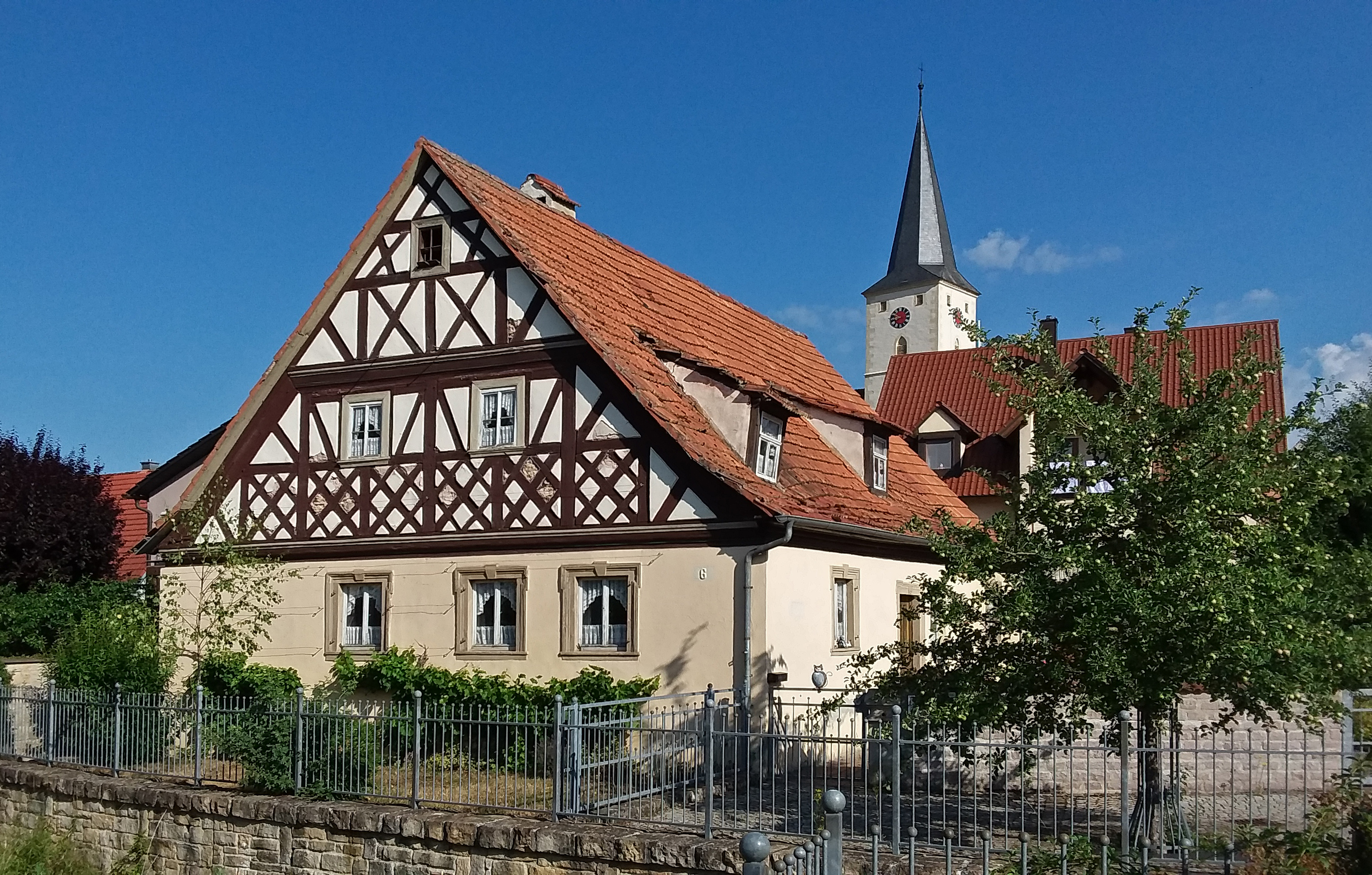
Fachwerkhaus in Knetzgau
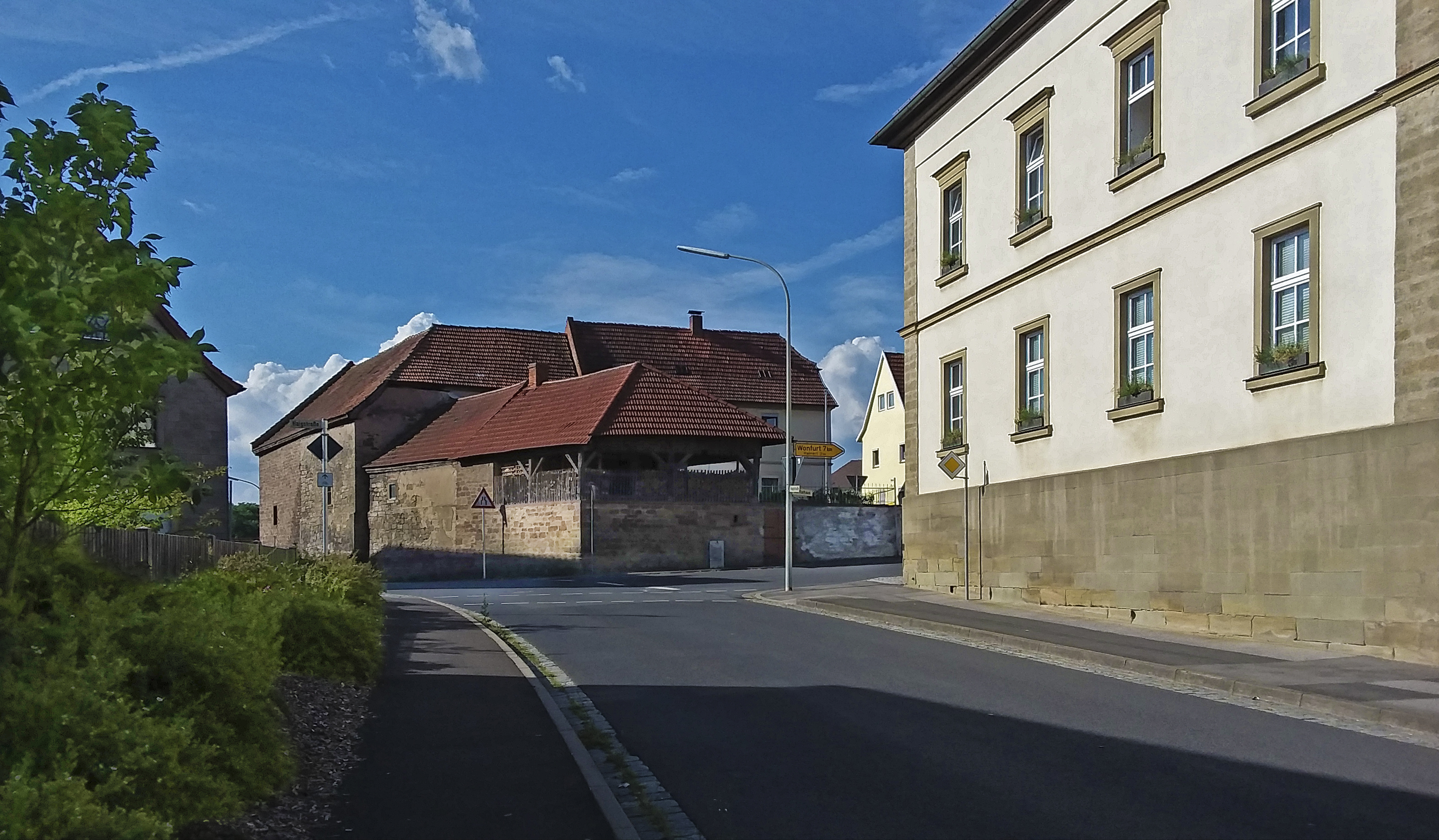
An der Abzweigung nach Wonfurt
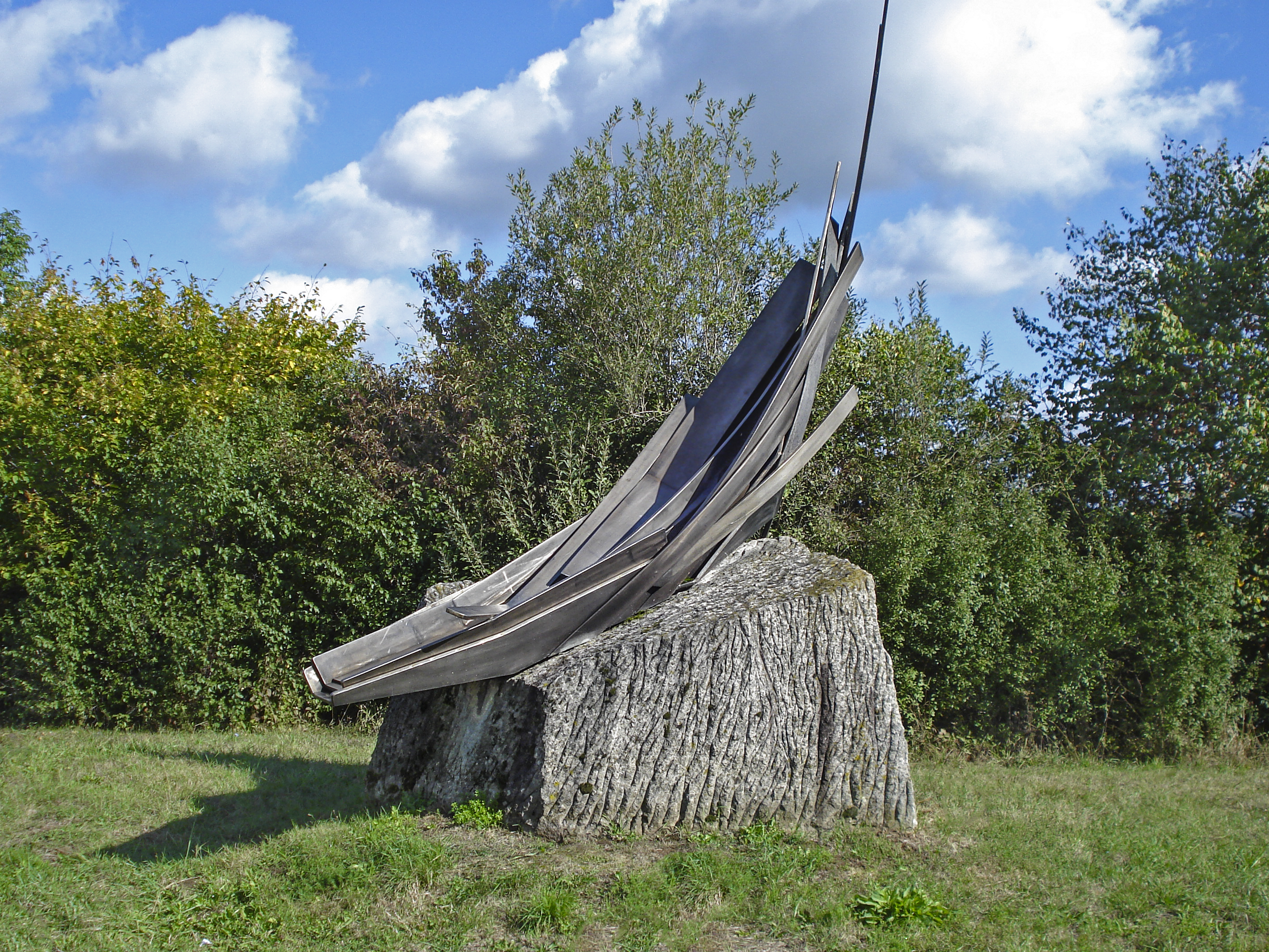
Schelchdenkmal, Mainbrücke bei Knetzgau
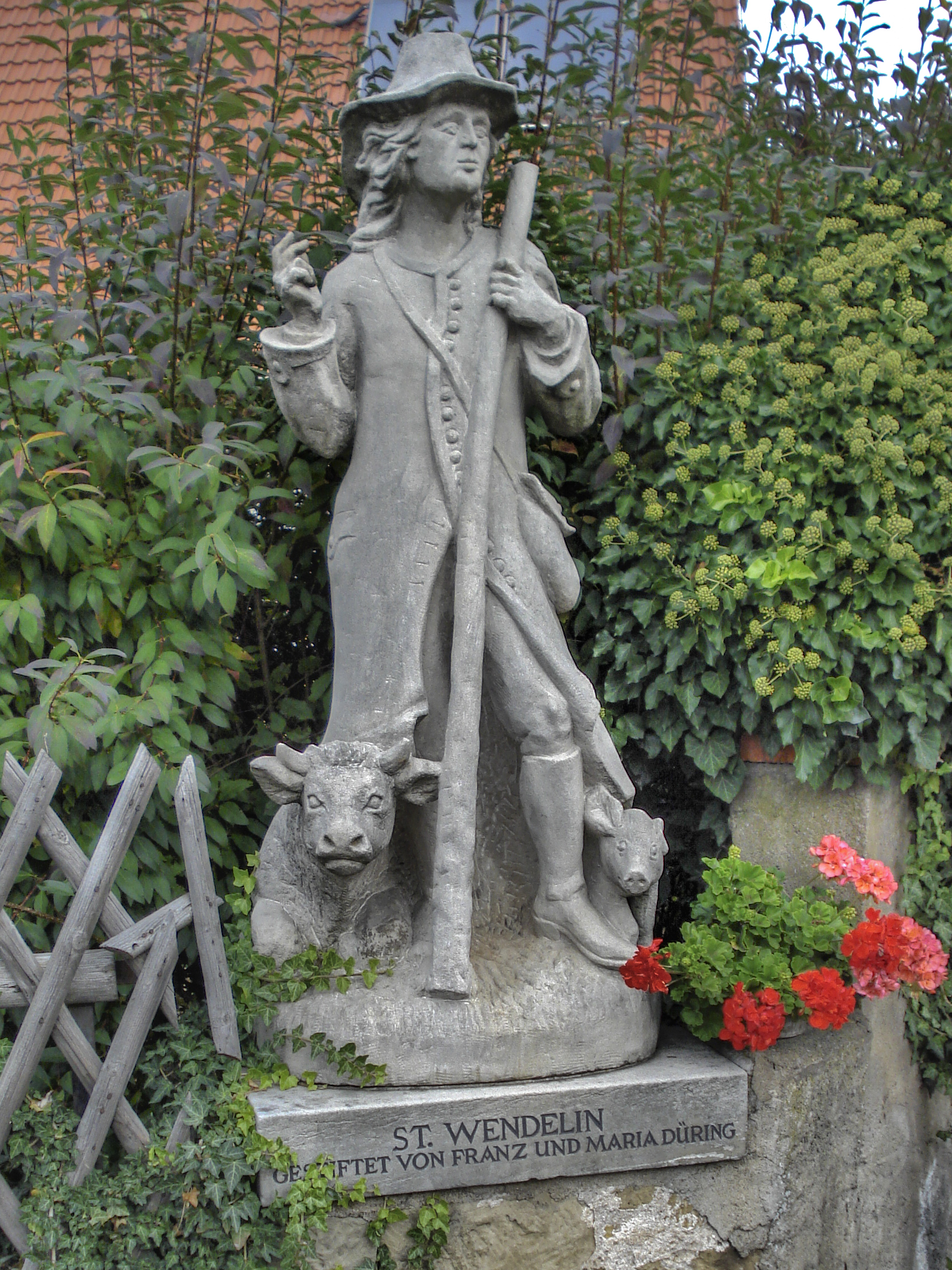
St. Wendelin
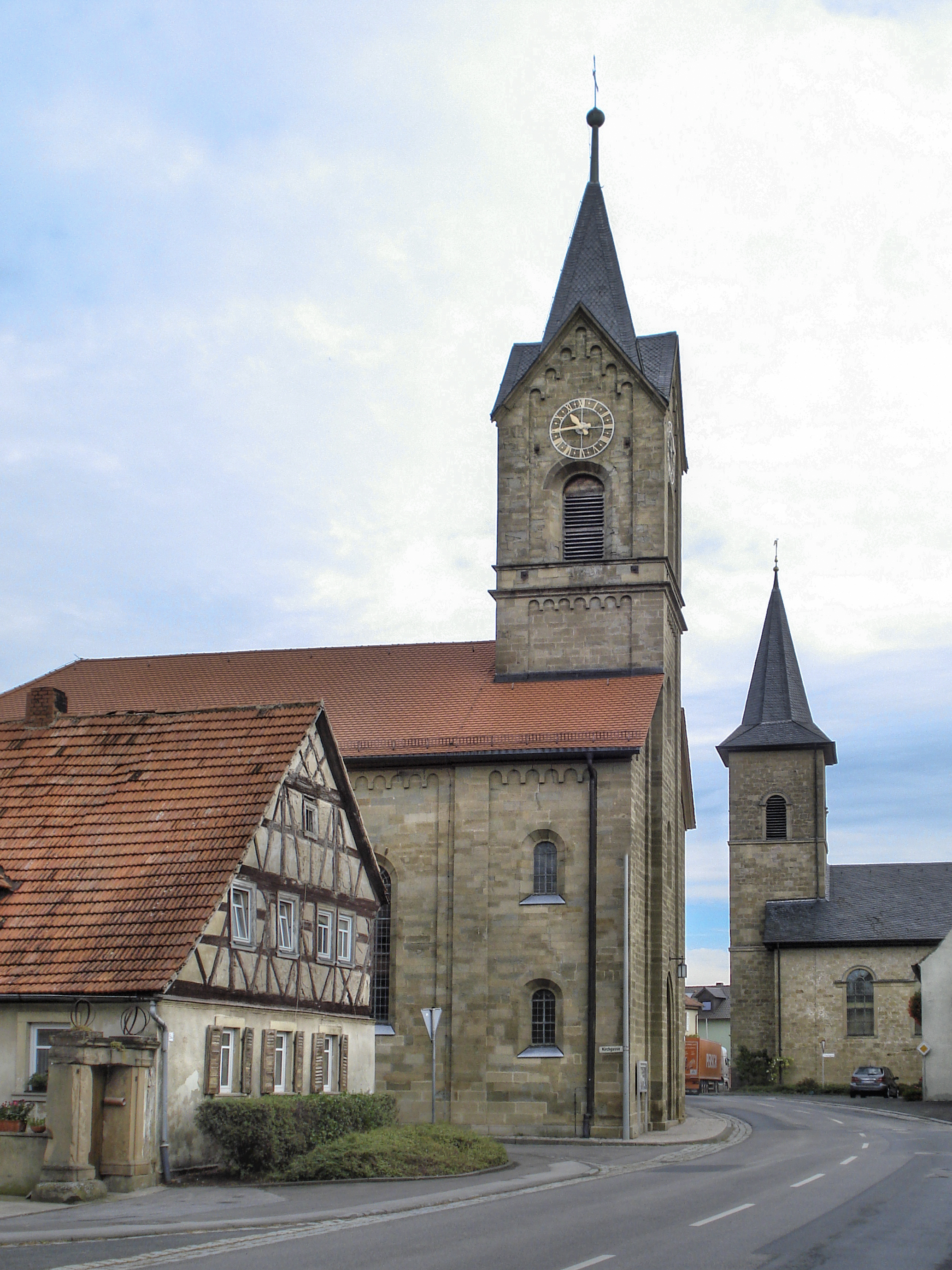
Westheim
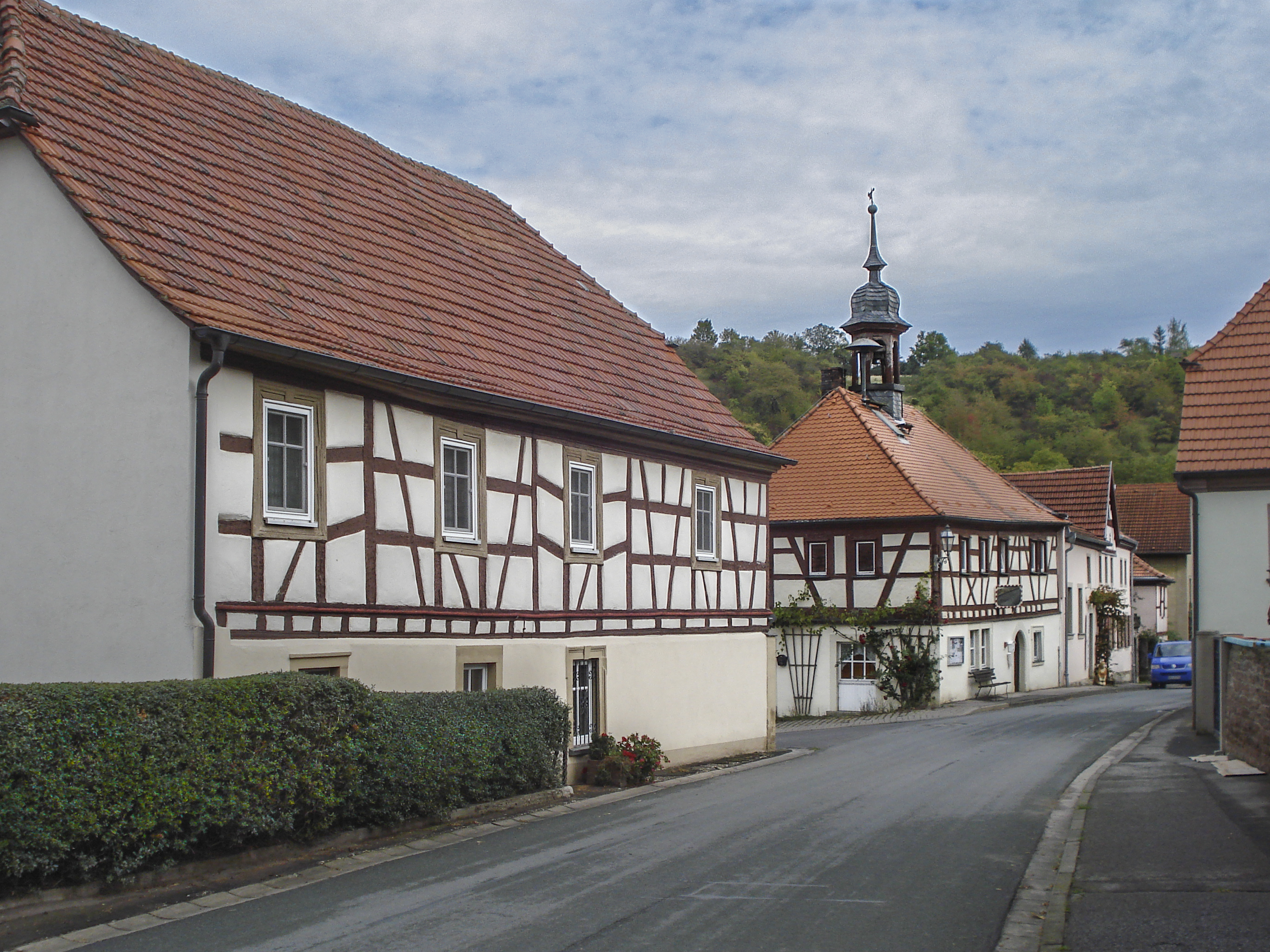
Eschenau
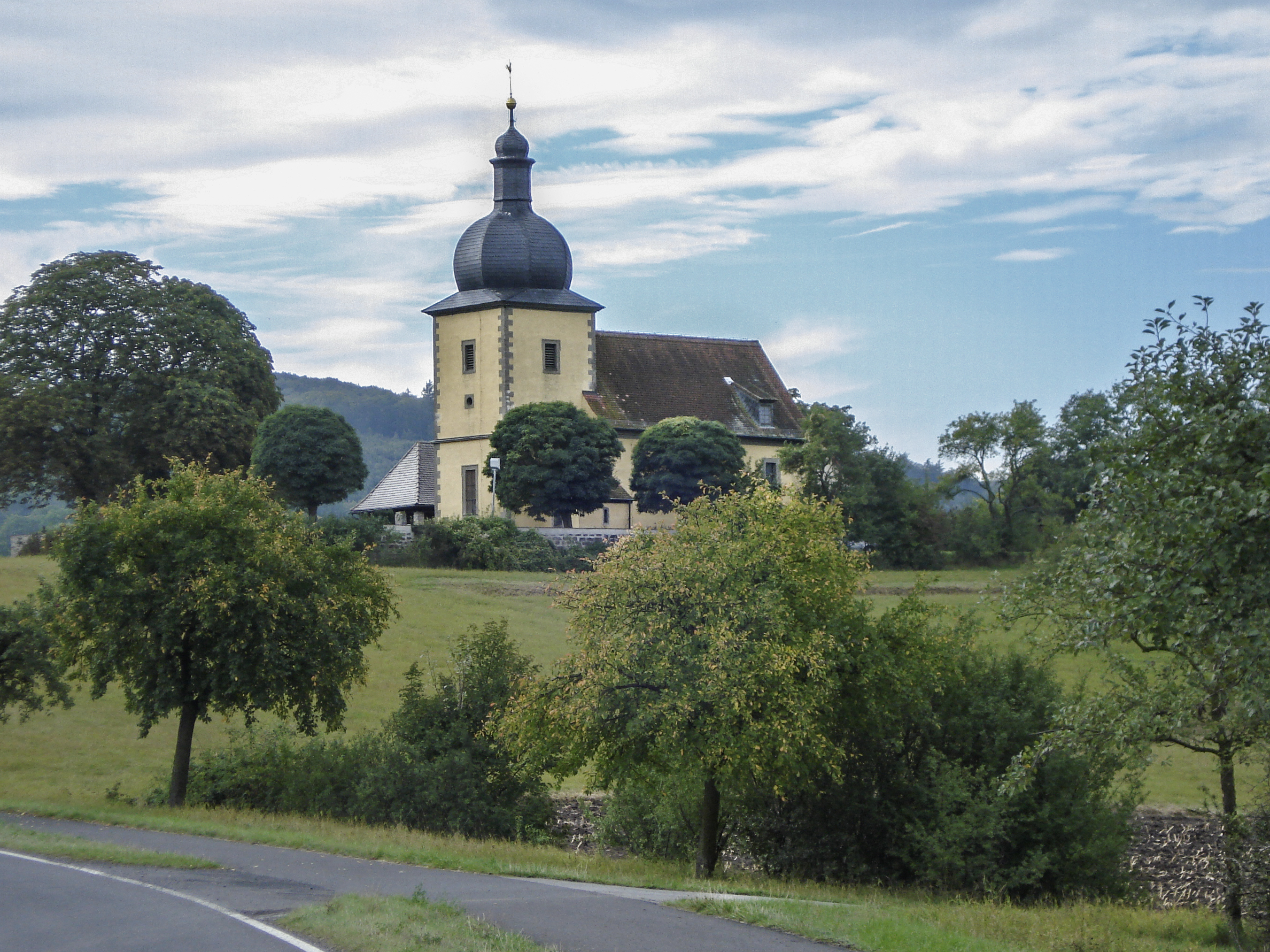
Dreifaltigkeitskirche Eschenau
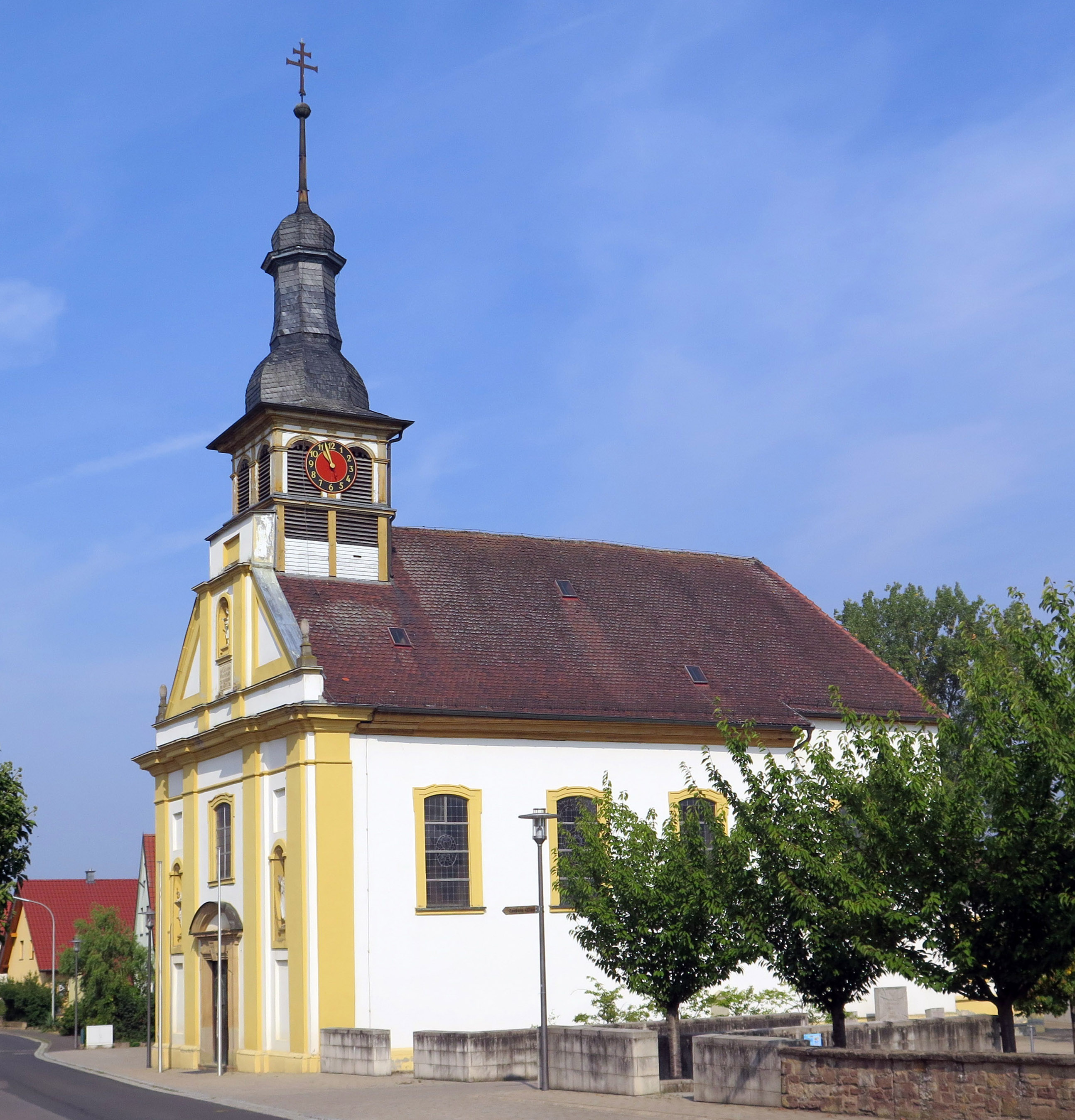
St. Barbara Oberschwappach
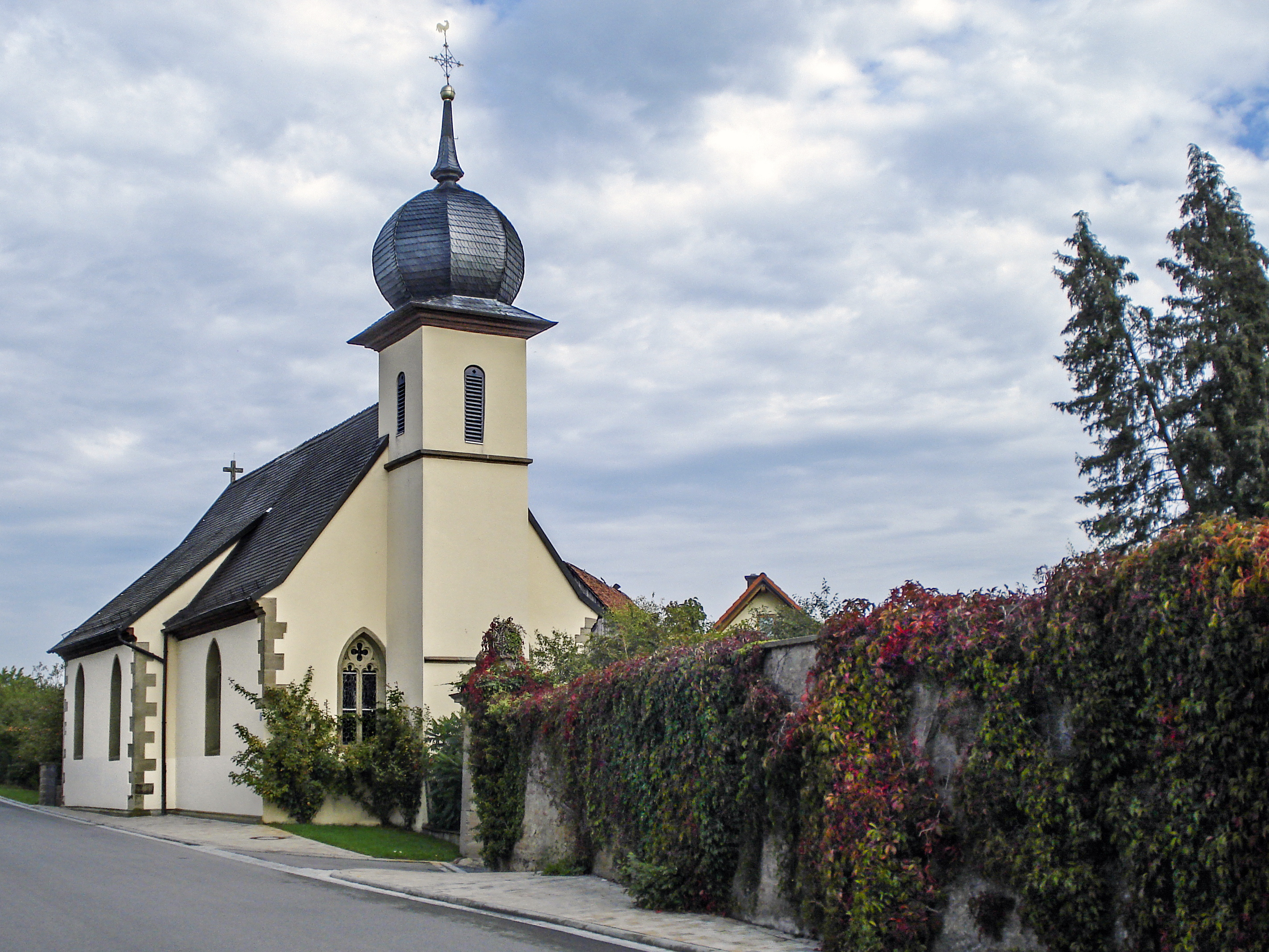
Unterschwappach
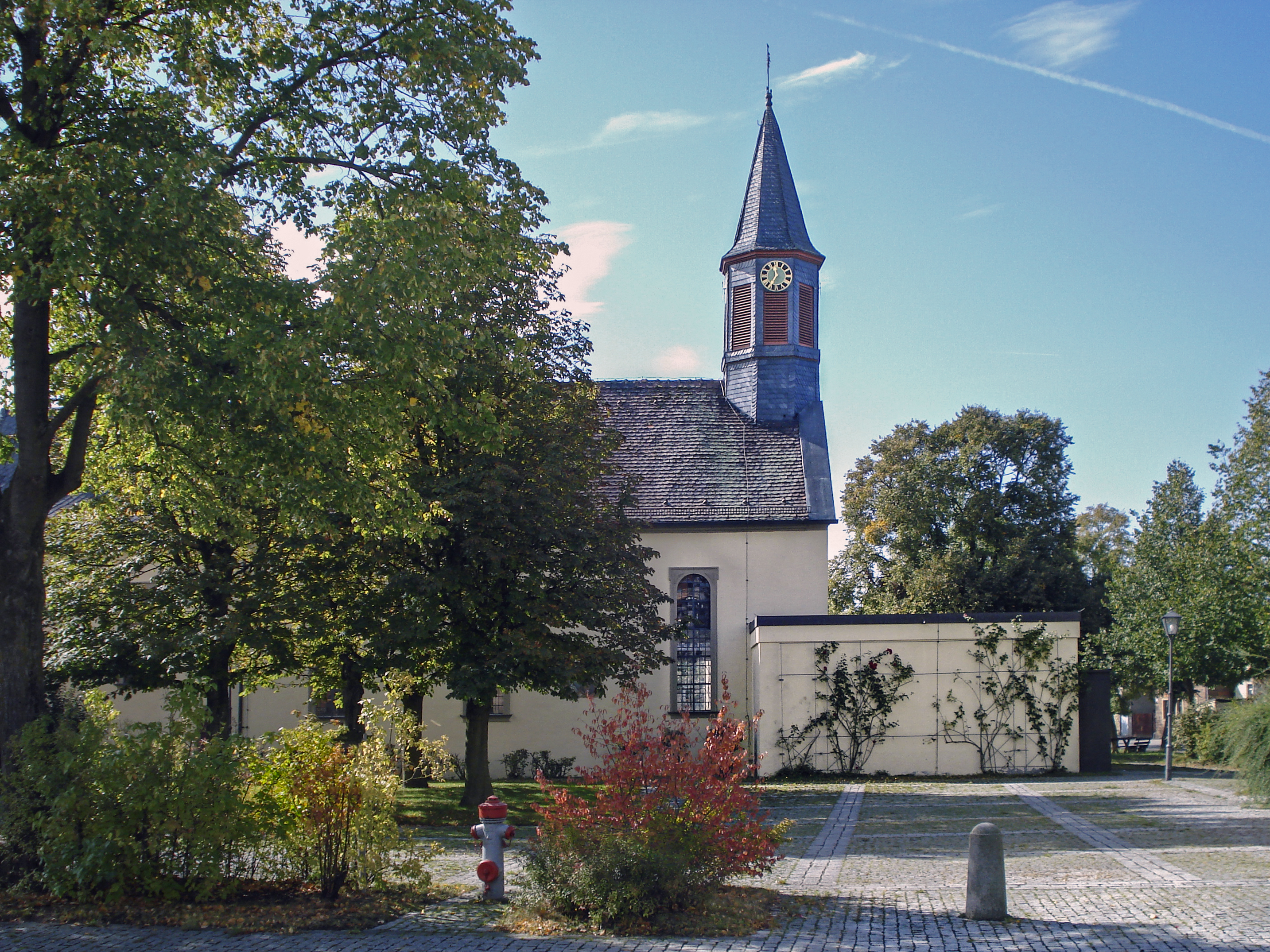
Hainert
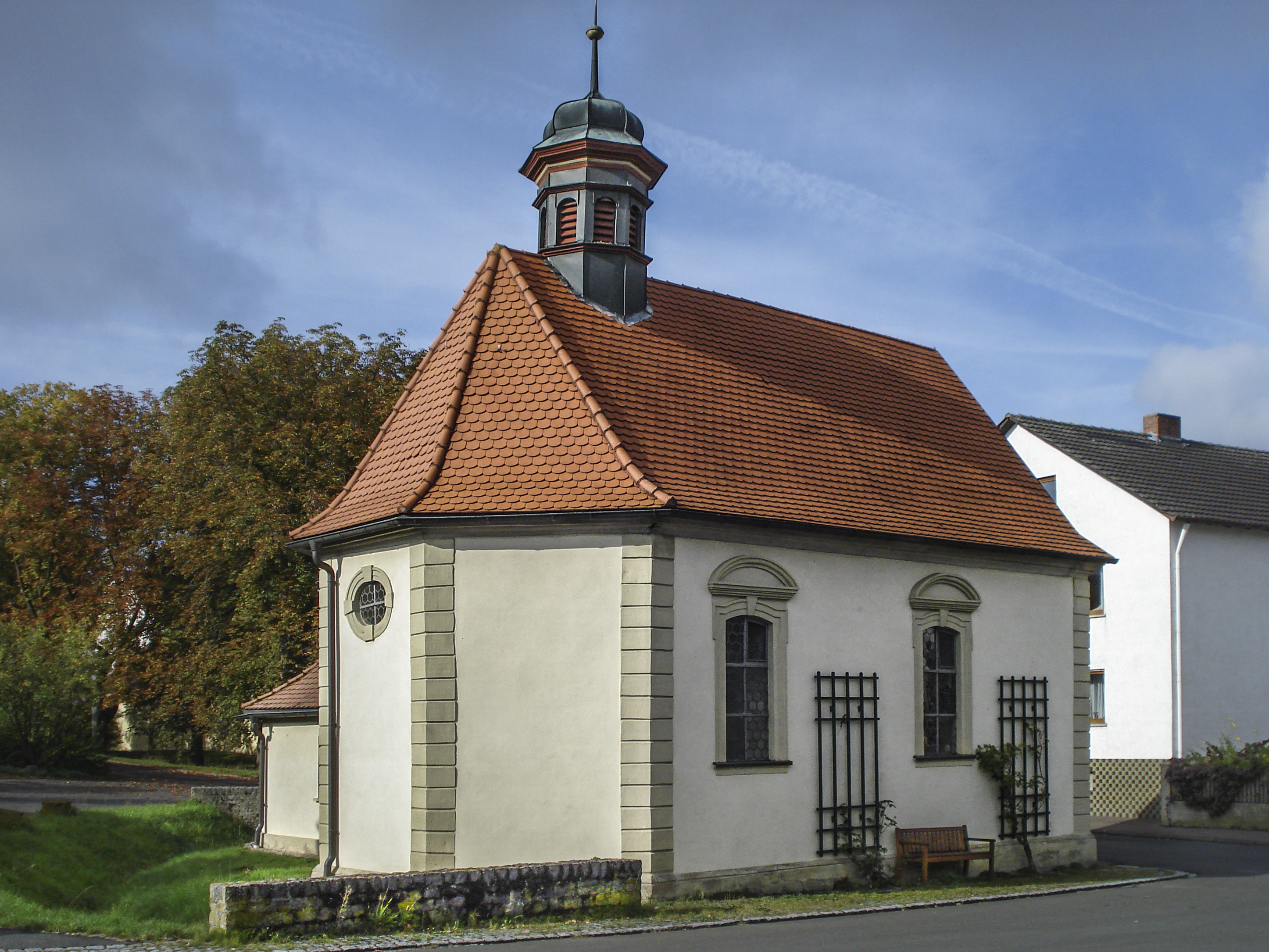
Wohnau

## Verkehrsverbindungen
- Knetzgau liegt südlich des schiffbaren Flusses Main.
- Drei Kilometer sind es bis zur B 26.
- Die Autobahn A 70 (Bayreuth–Schweinfurt) verläuft einen Kilometer entfernt (eigene Abfahrt).
- Fünf Kilometer sind es bis zur Bahnstrecke Bamberg–Rottendorf (Bahnhof Zeil); ebenso weit ist es zum Bahnhof Haßfurt, jedoch verkehrstechnisch günstiger.

## Besondere Ereignisse
- Im August 1957 streikten Bauarbeiter, um ihren Lohnforderungen beim Bau der Staustufe Knetzgau Nachdruck zu verleihen. Erst als der Bauherr, die Rhein-Main-Donau AG die Stundenlöhne um 10–12 Pfennige erhöhte, setzten sie die Arbeit fort.[12]
- Im Jahre 2009 fand in Knetzgau das Bayern-3-Dorffest statt.

## Der Missbrauchsskandal im Gemeindeteil Eschenau
2006 kam eine in Eschenau aufgewachsene und später ausgewanderte Frau aus den USA zurück und erstattete Anzeige gegen einen Mann in dem Dorf, der sie als Kind notorisch sexuell missbraucht hatte: das erste Mal, als sie vier Jahre alt war, und dann zehn weitere Jahre, bis sie wegzog. Der Missbrauchsskandal sorgte für breite Aufmerksamkeit. Eine weitere Frau aus dem Ort schloss sich der Anzeige an. Es stellte sich heraus, dass der Kindesmissbrauch durch mehrere Männer Jahrzehnte lang angedauert hatte, also systemisch war. Die Mehrheit der Einwohner des Orts, auch Kirchenvertreter, sahen in den Strafanzeigen eine Unruhe, die von außen nach Eschenau gebracht wurde, und mieden den Kontakt zu den missbrauchten Frauen. Einige stempelten die Opfer zu Täterinnen. 2007 kam es am Landgericht in Bamberg zum Prozess gegen einen der Täter. Dieser wurde zu vier Jahren Haft verurteilt. Zu weiteren Verfahren kam es wegen Verjährung nicht. Ein tatverdächtiger Landwirt nahm sich 2007 das Leben. Seine Familie übte noch während des Strafprozesses Druck auf die Hauptklägerin aus, nicht gegen den Mann auszusagen. Einheimischen, die sich auf die Seite der Missbrauchsopfer stellten, wurden noch Jahre später Autoreifen zerstochen und Eier gegen die Fenster geworfen.